# Alisa Michajlovna Galljamova
Alisa Michajlovna Galljamova, conosciuta in occidente come Alisa Galliamova (in russo Алиса Михайловна Галлямова?; Kazan', 18 gennaio 1972), è una scacchista russa, fino al 1992 sovietica, maestro internazionale.
È stata due volte finalista al Campionato mondiale di scacchi femminile, nel 1999 e nel 2006, e tre volte campionessa russa femminile (1997, 2009, 2010).
Ha giocato per la squadra russa vincitrice della medaglia d'oro alle Olimpiadi di scacchi femminili del 2010 e per la squadra ucraina vincitrice della medaglia d'oro nel campionato europeo di scacchi a squadre del 1992.
Ha rappresentato la federazione scacchistica ucraina dal 1992 al 1996, prima di passare alla federazione russa.

## Carriera
La Galliamova ha vinto il Campionato Mondiale Under 16 Femminile nel 1987 e nel 1988. Nel 1988 ha vinto anche il Campionato Mondiale Juniores Femminile.

### La finale mondiale del 1999
Nel dicembre del 1997 la Galliamova si classifica al primo posto nella fase round robin del Torneo delle candidate, qualificandosi al match finale del torneo, nel quale avrebbe dovuto affrontare Xie Jun per stabilire la sfidante alla campionessa mondiale uscente Zsuzsa Polgár. Tuttavia, dopo che la partita con Xie Jun era già stata programmata, la Galliamova si oppose perché l'intera partita era programmata per essere giocata in Cina, in casa della sua rivale. Venne quindi proposto di giocare metà della partita a Kazan', in Russia. La federazione russa non trovò tuttavia i soldi necessari. Alla fine, quando la Galliamova non si presentò per giocare la partita, la finale fu dichiarata vinta dalla Xie, che otteneva il diritto ad essere la sfidante per il match mondiale.
La partita tra la Polgar, detentrice del titolo mondiale, e la Jun non venne però mai disputata, a causa dei dissi tra l'ungherese e la FIDE, che avrebbe voluto posticipare il match a causa della maternità. Dopo ripetuti sforzi per organizzare una partita che avrebbe dovuto svolgersi nel 1998, la Federazione Internazionale dichiarò che la Polgar aveva perso il suo titolo e che il titolo era vacante. Venne perciò deciso di far rientrare la Galliamova e venne organizzato un match contro la Xie, valido per il titolo mondiale. Questa volta la Galliamova fu disposta a giocare perché la sua richiesta originale era stata soddisfatta in quanto la Russia aveva trovato i soldi per sponsorizzare metà dell'incontro. Il match si tenne a Kazan, Russia, e a Shenyang, Cina, nell'agosto 1999, e Xie Jun vinse con un punteggio di 8,5-6,5 aggiudicandosi il titolo.

### Nuovamente una finale mondiale
Nel marzo 2006, la Galliamova ha nuovamente raggiunto le finali del Campionato mondiale femminile FIDE, gareggiando contro Xu Yuhua ma venendo sconfitta.
Nel 2012 in novembre partecipa al Mondiale di Chanty-Mansijsk, dove nel secondo turno riesce a battere il futuro grande maestro Valentina Gunina, mentre agli ottavi è costretta a lasciare il passo al grande maestro francese Marie Sebag.
Nel 2015 in marzo partecipa al Mondiale di Soči, dove viene eliminata agli ottavi di finale dal grande maestro Humpy Koneru.
Nel 2017 è terza al Campionato Europeo femminile di Riga.
Nel 2018 in novembre partecipa al Mondiale a eliminazione diretta di Chanty-Mansijsk, dove viene sconfitta agli ottavi di finale da Lei Tingjie soltanto agli spareggi rapid (1-1, 0-2). Nel turno precedente aveva sconfitto con un secco 2 a 0 Aleksandra Gorjačkina, che nel ciclo mondiale successivo sarebbe diventata la sfidante al titolo mondiale.
Nel 2021 in luglio partecipa alla prima edizione della Coppa del Mondo femminile, dove al secondo turno batte l'ungherese-vietnamita Hoang Thanh Trang, mentre al terzo turno viene eliminata dalla già campionessa europea e connazionale Alina Kašlinskaja.

## Vita privata
È stata sposata con il grande maestro ucraino Vasyl' Ivančuk dal 1991 al 2001, dopo essersi separati nel 1996.